# بغلچی سفلی
بغلچی سفلی، روستایی از توابع بخش مرکزی شهرستان چالدران در استان آذربایجان غربی ایران است.

## جمعیت
این روستا در دهستان چالدران جنوبی قرار دارد و براساس سرشماری مرکز آمار ایران در سال ۱۳۸۵، جمعیت آن ۲۸۳ نفر (۴۹خانوار) بوده‌است.